# Pinacoteca civica di Follonica
La Pinacoteca civica di Follonica è un museo d'arte contemporanea situato a Follonica (GR).

## Storia
La pinacoteca è stata inaugurata nel 1995 in piazza del Popolo e negli anni si è arricchita di opere di artisti contemporanei locali, come Aviero Bargagli, Giuliano Giuggioli, Giuseppe Linardi, Renato Piazzi, Walter Sabatelli, ma anche di altri artisti come Enzo Faraoni, Mario Borgiotti, Evrio Cicalini, Amedeo Modigliani, Piero Nincheri, che formano la collezione permanente esposta al primo piano dell'edificio. Negli anni tra il 1996 e il 2010 sono state organizzate numerose mostre grazie ad una collaborazione con il collezionista Carlo Pepi, grande esperto di Modigliani e dei pittori veristi e macchiaioli. Dal 2012 le collezioni permanenti non sono più visibili al pubblico per riorganizzazione interna e ristrutturazioni, e sono visitabili solo le mostre occasionali organizzate al piano terra.

## Edificio
La pinacoteca è ubicata all'interno dei locali del palazzo dell'ex casa del Popolo, pregevole edificio di due piani in stile neoclassico con decorazioni liberty. Costruito negli tra il 1922 e il 1923, ha ospitato originariamente la Casa del Fascio, prima di venire adibita a luogo di ritrovo per la popolazione follonichese nel dopoguerra.

## Sale espositive

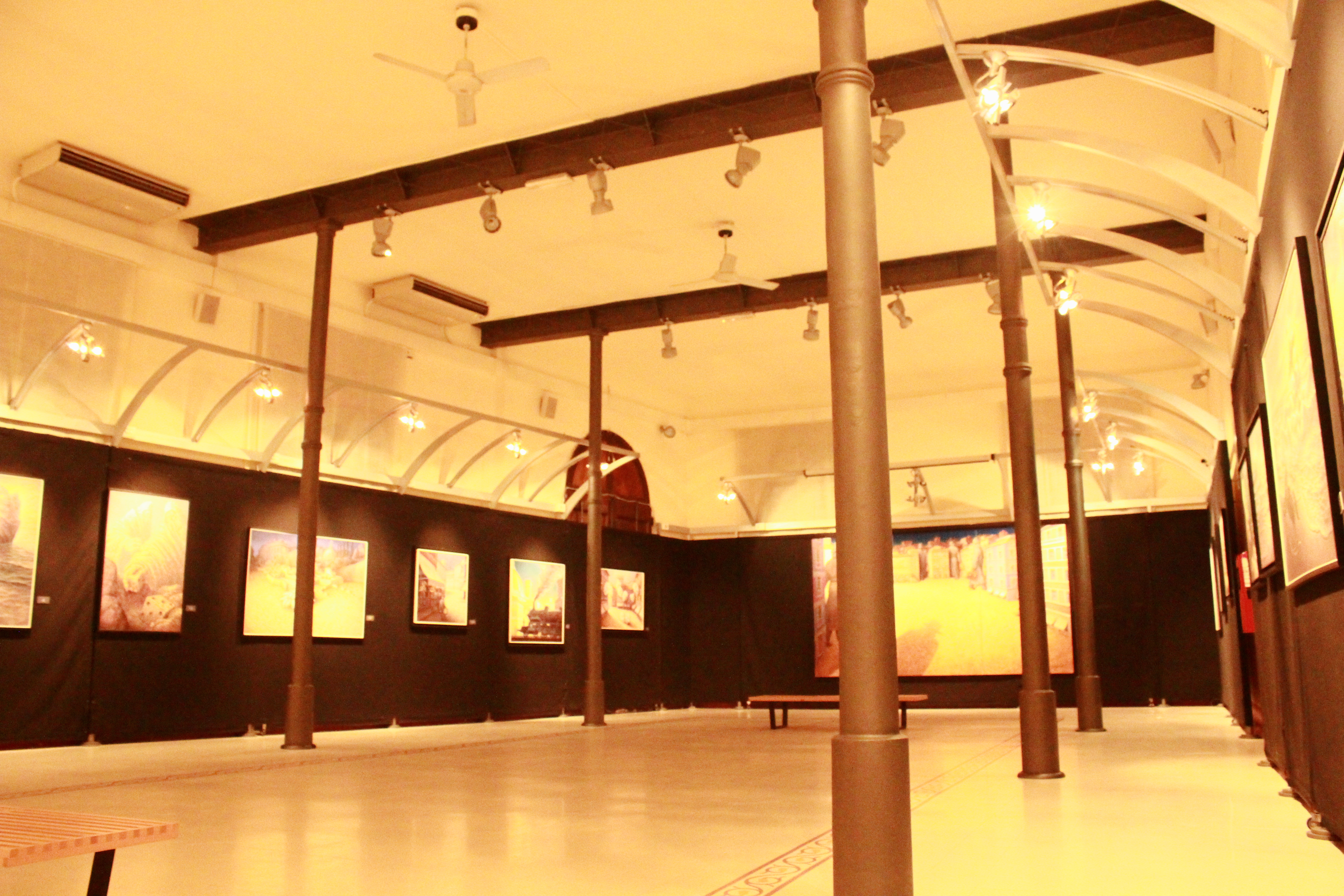
Salone principale della pinacoteca

La pinacoteca è articolata su due piani: al piano terra, nell'ampio salone con colonnine in ghisa e nell'altra sala in fondo al breve corridoio, sono ospitate le mostre temporanee, che spaziano dalla pittura, alla scultura, alla fotografia: di rilevante interesse le mostre sui macchiaioli effettuate nei primi anni, ma si ricordano anche quelle su Giovanni Fattori e soprattutto le recenti mostre su artisti di fama mondiale come Miró, Fuchs, Dalí, Warhol e Haring.
Nelle sale del piano superiore sono esposte invece le mostre permanenti, attualmente non visitabili.

## Mostre temporanee
Tra le principali mostre organizzate dalla pinacoteca negli anni si ricordano, in ordine cronologico:
Anni 1990
- La macchia in Maremma. Da Giovanni Fattori alla grande pittura labronica (settembre 1996)
- Da Fattori a Modigliani. Oltre 300 opere dei più grandi Maestri Macchiaioli sino al 1920 (agosto – ottobre 1997)
- Diari segreti di Giovanni Fattori. La più estesa esposizione mai fatta sul disegno del grande Maestro Macchiaiolo (aprile – maggio 1998)
- Annigoni grafico. Opere dal 1928 al 1976 (giugno 1998)
- Navigando il Novecento. Da Modigliani a Picasso alle Avanguardie Storiche (settembre – ottobre 1998)
- Un porto per l'Ottocento (ottobre 1999)

2000
- L'Ottocento verista. Macchiaioli e post-macchiaioli alla Galleria d'arte moderna e contemporanea di Piombino (agosto – settembre)
- Conjunction. Joe Tilson nella pop-art inglese (luglio – settembre)
- La rivoluzione macchiaiola (dicembre 2000 – gennaio 2001)

2001
- Walter Sabatelli. Colori nel vento (marzo – aprile)
- Biennale internazionale dell'arte contemporanea (novembre)
- Omaggio a Telemaco Signorini 1901/2001 (dicembre 2001 – gennaio 2002)

2002
- Costa Rica, un porto per l'arte. La scuola dei macchiaioli (settembre)
- Arte italiano del siglo XIX. La escuela de los Macchiaioli (dicembre 2002 – marzo 2003)

2003
- Panama, un puerto para el arte. La escuela de los Macchiaioli (1 – 27 aprile)
- Omaggio alla Raccolta Pepi (15 giugno – 19 ottobre)

2004
- Portas. Luci, spazi, silenzi (10 luglio – 19 settembre)
- Manlio Allegri (4 dicembre 2004 – 9 gennaio 2005)

2005
- Sergio Borghesi (12 marzo – 4 aprile)
- Evrio Cicalini. Dal paesaggio materico al paesaggio dell'anima (11 giugno – 3 luglio)
- Giorgio Kienerk. Illustrazioni per Fiammetta e 11 dipinti di Fauglia dagli anni venti agli anni quaranta (3 – 30 agosto)
- Nextonothing di Alberto Giuliani. Mostra fotografica (2 settembre – 2 ottobre)
- Nilo Bacherini (9 ottobre – 6 novembre)
- Disegni di Silvestro Lega nella Raccolta Pepi. Bicentenario della nascita di Giuseppe Mazzini (10 dicembre 2005 – 29 gennaio 2006)

2006
- Con gli occhi di un bambino: viaggio per immagini nel mondo dell'infanzia. Mostra fotografica di Paolo Del Papa (4 – 19 febbraio)
- Strumenti di speranza. La musica nelle arti visive (25 febbraio – 19 marzo)
- Cuba oltre Cuba. Mostra Fotografica di Walter Moretti e Riccardo Frendo (15 aprile – 2 maggio)
- Mostra antologica di Ferdinando Viglieno-Cossalino (6 maggio – 4 giugno)
- Gioxe De Micheli. Opere dal 1968 al 2006 (3 agosto – 17 settembre)

2007
- Giovanni Fattori. Disegni (23 giugno – 26 agosto)
- I pittori garibaldini. Bicentenario della nascita di Giuseppe Garibaldi (1º settembre 2007 – 7 gennaio 2008)

2008
- Mostra antologica di Trento Longaretti (28 ottobre 2007 – 27 gennaio 2008)
- Giovanni Fattori. Nel centenario della morte (16 febbraio – 30 giugno)
- Cristina Gozzini (10 maggio – 10 giugno)
- Ivan Theimer (28 giugno – 7 settembre)
- Niguarda. La città della salute (13 settembre – 4 ottobre)
- Piccole ali. Valori infantili nell'arte outsider (11 ottobre 2008 – 31 gennaio 2009)

2009
- Mauro Corbani. Sabbie viaggianti (28 febbraio – 21 aprile)
- Foll'Arte. La città scopre i suoi artisti nelle foto di Monica Mainardi (24 aprile – 12 luglio)
- DItalia – Contemporanei 2009 (19 luglio – 18 ottobre)
- Futurismo di massa. Dalle forme di Mino Rosso all'aeropittura (31 ottobre 2009 – 12 gennaio 2010)

2010
- Passaggi. Mostra di arte contemporanea (14 febbraio – 14 aprile)
- About Nature. Forme in divenire (18 aprile – 27 maggio)
- Joan Mirò. Universi magici: racconti fantastici di un esploratore di sogni (16 luglio – 18 settembre)
- Paul Fuchs. Moto ondoso (12 novembre 2010 – 13 marzo 2011)

2011
- Giuseppe Linardi. D-Jungle (2 aprile – 22 maggio)
- Ossessione Dalì. Passione, ribellione e lucida follia (11 luglio – 21 agosto)
- I contemporanei a Follonica. Leggere l'arte e la storia di Follonica (22 ottobre 2011 – 29 gennaio 2012)

2012
- Vajont. Per non dimenticare: testimonianze, filmati, racconti (4 febbraio – 17 marzo)
- Il Vangelo secondo Pasolini. Gli scatti "rubati" dal fotografo Domenico Notarangelo sul set de Il Vangelo secondo Matteo (24 – 28 marzo)
- Ordinary World: Andy Warhol, Pietro Psaier, Keith Haring, Paolo Buggiani (21 giugno – 29 luglio)
- Aviero. Labyrinth: il filo rosso della conoscenza (22 agosto – 7 ottobre)
- Rodolfo Lacquanti. The Garbage Revolution (21 dicembre 2012 – 31 marzo 2013)

2013
- Fiorella Pierobon - Tracce di luce. Riscrivere Follonica: dalla consapevolezza del passato alle visioni contemporanee (15 giugno – 28 luglio)
- Giuliano Giuggioli. Cronache senza tempo (3 agosto – 13 ottobre)
- Anthony Moman_Spotted (7 dicembre 2013 – 26 gennaio 2014)

2014
- Sixty 60 Corbani. 40 anni di attività creativa ed espostiva di Mauro Corbani (1º febbraio – 6 aprile)
- Io, Evrio. Mostra antologica (5 luglio – 27 luglio)
- Christian Balzano. Assolutamente sconsigliato (2 agosto – 5 ottobre)
- Con la musica in testa. Mostra di arti visive e sonore (16 novembre 2014 – 25 gennaio 2015)

2015
- La strada, la piazza. Mostra fotografica di Carlo Tardani (14 marzo – 12 aprile)
- Massimo Berruti. Mostre fotografiche (6 giugno – 27 giugno)
- Studio Azzurro. Dove va tutta 'sta gente (4 luglio – 5 settembre)
- Ehsan Elahi Zaheer - The Orwell Project (4 luglio – 11 settembre)

2016
- Milano '64. Ferruccio Malandrini, fotografo a Milano (5 marzo – 10 aprile)
- Ho conosciuto Pasolini nel 1972. Mostra fotografica di Letizia Battaglia (27 maggio – 3 luglio)
- Heart-Shaped Box. Officina delle idee Follonica a cura di Karin Gavassa (16 luglio – 2 ottobre)